# 火坛仪式
火坛仪式，藏语稱「永赛」。是一种燃烧火坛以对天地诸佛、菩萨供养的仪式，祈求人间的幸福。
仪式与印度教護摩祭祀，汉傳佛教的盂兰盆節、施孤、放焰口的意义差不多。藏历二月十五日，有些寺院，要设十多处火坛。

## 仪式
火坛下先用五彩细砂，砌成圆、方、半月形等坛城形状，然后奉上坛堆以火柴等引火之物，备为焚化。
每坛前有一坛主，以高僧担任，高僧坐于锦垫上，周围喇嘛则高诵真言，火即熊熊燃之，主坛喇嘛按火坛种类规定，投小木棒、吉祥草、豌豆、大麦、鲜花等于火坛，浇上酥油汁。